# Android Auto
Android Auto è uno standard basato su smartphone, sviluppato da Google, per consentire ai dispositivi mobili con il sistema operativo Android (versione 5.0 "Lollipop" e versioni successive) di essere utilizzati in automobili mediante il sistema di infotainment presente nel cruscotto.
Fa parte della Open Automotive Alliance ed è sviluppato in collaborazione con 28 case automobilistiche e fornitori di tecnologia Informatica per applicazioni mobili.

## Storia
Lo sviluppo venne annunciato il 25 giugno 2014, al Google I/O 2014. La prima versione è stata pubblicata il 19 marzo 2015. Nel maggio dello stesso anno Hyundai diventò il primo costruttore a offrire Android Auto, rendendolo disponibile sul modello Hyundai Sonata. I clienti poterono aggiornare le loro Sonata (serie 2015) in una concessionaria o tramite self-service a partire dal 16 giugno 2015.
A partire dalla fine del 2020 su alcune marche e modelli di automobile è disponibile la versione wireless.

## Caratteristiche

### Funzionalità
Consente di estendere la funzionalità del sistema operativo Android in un dispositivo mobile integrandosi col sistema di infotainment nel cruscotto di un'automobile. In particolare, quando lo si è attivato, sostituisce sullo schermo dell'auto l'infotainment nativo con un’interfaccia familiare e facile da usare.
Come qualsiasi software, anche la funzione montata sull'auto potrebbe avere necessità nel tempo di aggiornamenti o fix (eseguibili presso la rete concessionaria): tuttavia, man mano il telefono e le app si evolvono, le modifiche si riflettono immediatamente sullo schermo dell'auto, arricchendo così la dotazione.
Lo standard offre agli automobilisti il controllo sulla mappatura GPS / navigazione, la riproduzione di musica, SMS, telefonia, e ricerca sul web; sia touch screen che vivavoce attraverso l'assistente vocale Google al fine di garantire una guida sicura. App compatibili sono Google Maps, YouTube Music, Spotify, VLC, Waze, Skype, Whatsapp e tante altre (l'elenco aggiornato è disponibile in rete). Le app di Google, utilizzabili in auto, sono generalmente disponibili predefinitamente (Calendar, Contatti, Google News, ecc). Da notare che, in favore della sicurezza del conducente, i contenuti di alcune app sono fruibili solo mediante lettura vocale da parte dell'assistente.
Per poter utilizzare il sistema, gli utenti devono usare un dispositivo mobile Android e devono possedere un veicolo con Android Auto disponibile sul sistema AV. Il dispositivo Android del conducente si collega al veicolo tramite cavetto USB. Il cavetto USB deve avere caratteristiche di qualità ottimali altrimenti le prestazioni potrebbero essere degradate.
Più che con il proprio sistema operativo, l'unità principale serve come monitor esterno, con il dispositivo Android Auto che gestisce tutto il software, presentando una specifica interfaccia auto.
Il SDK di Android Auto permette a terze parti di produrre app funzionanti in Android Auto. L'API è stata disponibile inizialmente solo per musica e messaggeria.. In pratica, Android Auto proietta sul sistema di infotainment l'ambiente di uso Android e le app, con una User Experience adattata.
In fase di prima configurazione va abbinato il telefono all'auto e abilitati i servizi sui due dispositivi (telefono e infotainment). Quando non si attiva Android Auto l'infotainment ritorna a essere quello originale del costruttore auto.

### Android Auto Wireless
A partire da Android 11 e su un veicolo compatibile con Android Auto, è possibile usare il sistema impiegando la tecnologia Wi-Fi (solo protocollo 5 GHz), quindi senza ricorrere al tradizionale collegamento mediante cavo USB. La connessione senza cavo potrebbe ridurre le prestazioni, come avviene spesso quando si passa da rete cablata a rete senza fili.
Sebbene in fase di configurazione Google raccomandi di attivare anche le antenne Wi-fi (auto e telefono), la connessione senza fili avviene tramite Bluetooth. La geolocalizzazione attivata è requisito necessario.
Anche in questo caso l'elenco di dispositivi e modelli auto compatibili è in costante evoluzione, disponibile sul sito web di Android (sezione Android Auto).

### Integrazione sistema operativo
Dalla versione 10 di Android, Android Auto non è più una app autonoma ma le sue funzioni sono svolte come tecnologia integrata nel telefono, periodicamente aggiornata tramite Google Store ma non più disinstallabile e visualizzabile sullo smartphone.
Esiste comunque su Google Store la app "Android Auto per i telefoni" che, in pratica, consente ai telefoni di usare Android Auto sullo schermo del telefono oltre che su quello dell'automobile. Invece, per telefoni con Android 9 e precedenti la app continua a essere visualizzabile e disinstallabile come prima. Con la definitiva integrazione nel sistema operativo, da metà 2022 Android Auto per i telefoni si è fermata alla versione 1.2 ed è stata dismessa (anche se installata non si apre più).

## Partner
Le case automobilistiche che offrono oppure offriranno Android Auto nelle loro auto vetture sono Abarth, Acura, Alfa Romeo, Audi, Bentley, Chevrolet, Chrysler, Dacia, Dodge, FIAT, Ford, Honda, Hyundai, Infiniti, Jaguar, Jeep, Kia, Maserati, Mazda, Mitsubishi, Nissan, Opel, Peugeot, RAM, Renault, Seat, Škoda, Subaru, Suzuki, Toyota, Volkswagen, Volvo. Tra i fornitori figurano Kenwood e Pioneer.
A novembre 2021 sono più di 400 i modelli di automobili compatibili con Android Auto (elenco aggiornato disponibile in rete).

### Partner di lancio
I seguenti modelli di automobili montavano Android Auto di serie nel periodo del lancio (2015):
- Chevrolet Cruze (2016)
- Honda Accord (agosto 2015)
- Honda Civic (settembre 2015)
- Hyundai Sonata (maggio 2015)
- Peugeot 2008 (febbraio 2017)
- Škoda Fabia (giugno 2015)
- Škoda Octavia (giugno 2015)
- Škoda Superb (giugno 2015)
- VW Golf GTI (settembre 2015)